# The Shirelles
The Shirelles was een Amerikaanse meidengroep die begin jaren '60 zeer populair was. Hun grootste succes hadden ze met de nummers Will You Love Me Tomorrow en Soldier Boy, die beide nummer 1 werden in de Verenigde Staten. In 1996 werd de groep opgenomen in de Rock and Roll Hall of Fame. Twee van hun nummers, Will You Love Me Tomorrow en Tonight's the Night, werden door de Rolling Stone in 2004 opgenomen in The 500 Greatest Songs of All Time.

## Discografie

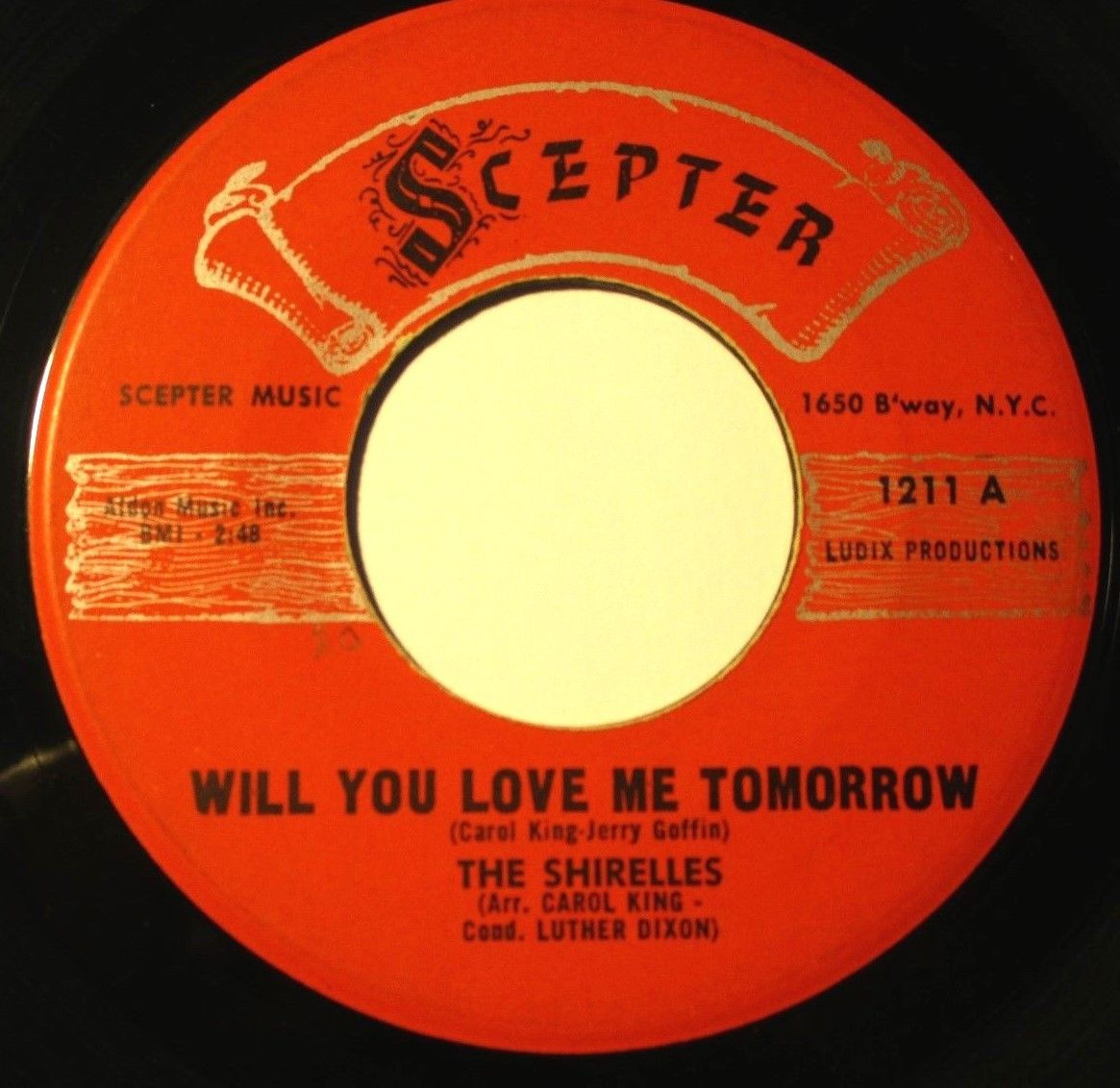
Will You Love Me Tomorrow (1960) was hun eerste nummer één hit.

### Singles
- 1958 - I Met Him On a Sunday (Ronde-Ronde)
- 1959 - Dedicated to the One I Love
- 1960 - Tonight's the Night
- 1960 - Will you love me tomorrow
- 1961 - Mama Said
- 1961 - A Thing of the Past
- 1961 - What a Sweet Thing That Was
- 1961 - Big John
- 1961 - Baby It's You
- 1961 - The Things I Want To Hear (Pretty Words)
- 1962 - Soldier Boy
- 1962 - Love Is a Swingin' Thing
- 1962 - Welcome Home, Baby
- 1962 - Mama, Here Comes the Bride
- 1962 - Stop the Music
- 1962 - It's Love That Really Counts (In the Long Run)
- 1962 - Everybody Loves a Lover
- 1963 - Foolish Little Girl
- 1963 - Not For All the Money In the World
- 1963 - Don't Say Goodnight and Mean Goodbye
- 1963 - What Does a Girl Do?
- 1963 - It's a Mad, Mad, Mad, Mad World
- 1963 - 31 Flavors
- 1964 - Tonight You're Gonna Fall In Love With Me
- 1964 - Sha-la-la
- 1964 - Thank You Baby
- 1964 - Maybe Tonight
- 1964 - Lost Love
- 1964 - Are You Still My Baby
- 1965 - March (You'll Be Sorry)
- 1965 - My Heart Belongs To You
- 1966 - Shades of Blue
- 1967 - Don't Go Home (My Little Darlin')
- 1967 - Last Minute Miracle

## NPO Radio 2 Top 2000
Van The Shirelles stond alleen Will You Still Love Me Tomorrow in 2000 in de NPO Radio 2 Top 2000, op plek 1914.